# Nikita Walerjewitsch Nowikow
Nikita Walerjewitsch Nowikow (russisch Никита Валерьевич Новиков; * 10. November 1989 in Maiski, Oblast Wologda) ist ein ehemaliger russischer Bahn- und Straßenradrennfahrer.

## Sportliche Laufbahn
Nikita Nowikow gewann 2006 bei der Junioren-Bahnradeuropameisterschaft in Athen die Bronzemedaille in der Mannschaftsverfolgung. 2007 gewann er auf der Straße eine Etappe beim Cup of Grudziadz Town President. Auf der Bahn wurde er wieder Dritter bei der Mannschaftsverfolgung der Europameisterschaft. Bei der Junioren-Weltmeisterschaft in Aguascalientes gewann er auf der Bahn Silber in der Mannschaftsverfolgung und Gold im Punktefahren. Auf der Straße wurde er Dritter im Einzelzeitfahren.
Ab der Saison 2008 war Nowikow in internationalen Profistraßenradsportteams aktiv und konnte 2011 Erfolge bei den Etappenrennen Slowakei-Rundfahrt, Tour des Pays de Savoie und Giro della Valle d’Aosta erzielen.
2013 wurde Nikita Nowikow nach einem positiven Dopingtest auf das zum Muskelaufbau verwendbare Steroid Ostarine zunächst vorläufig vom Weltradsportverband UCI suspendiert und Anfang Januar 2014 vom russischen Verband rückwirkend ab dem 17. Mai 2013 für zwei Jahre gesperrt. Er kehrte nicht wieder in den Radsport zurück.

## Erfolge

### Bahn
2007
- Weltmeister – Punktefahren (Junioren)

### Straße
2011
- zwei Etappen und Gesamtwertung Slowakei-Rundfahrt
- eine Etappe und Gesamtwertung Tour des Pays de Savoie
- eine Etappe Giro della Valle d’Aosta

## Teams
- 2008 Katusha
- 2009 Katusha Continental Team
- 2010–2011 Itera-Katusha
- 2012–2013 Vacansoleil-DCM